# John Balguy
John Balguy (Sheffield, 12 de agosto de 1686 – Harrogate, 21 de setembro de 1748) foi um filósofo e teólogo inglês.

## Juventude
Seu pai, Thomas, que era diretor da escola de ensino secundário de Sheffield, morreu em 1696 e foi sucedido por Daubux, sob a orientação do qual John Balguy estudou até ser admitido no St John's College de Cambridge em 1702. Passou dois anos lendo romances, mas quando teve contato com as obras de Tito Lívio, voltou-se para os estudos clássicos. Formou-se como Bachelor of Arts em 1705-1706 e Master of Arts em 1726. Ao sair de Cambridge, ensinou por um tempo na escola secundária de Sheffield e em 15 de julho de 1708 tornou-se tutor de Joseph Banks, filho de Joseph Banks de Scofton em Nottinghamshire e avô do naturalista e botânico Joseph Banks. Em 1710 foi ordenado diácono, e em 1711 sacerdote anglicano, por John Sharp, arcebispo de Iorque e foi morar com a família de Henry Liddel, do Castelo de Ravensworth, Tyne and Wear, que o presentou com as pequenas vilas de Lamesley e Tanfield no condado de Durham. Balguy escreveu um novo sermão todas as semanas durante quatro anos e depois queimou 250 sermões para que seu filho fosse forçado a seguir o exemplo da composição original. Em 1715, casou com Sarah, filha de Christopher Broomhead, de Sheffield, e deixou Henry Liddel para se instalar em uma casa própria, chamada de Cox-Close, na vizinhança.
Em 1718 o bispo Hoadley pregou o famoso sermão sobre "O Reino de Cristo", que deu origem à controvérsia bangoriana — uma disputa teológica dentro da Igreja da Inglaterra, e Balguy, sob o pseudônimo de Silvius, começou sua carreira autoral ao tomar o lado de Hoadley nesta controvérsia contra alguns de seus oponentes da Alta Igreja.

## Vida na Igreja
Em 1726 Balguy publicou "Uma carta a um Deísta sobre a Beleza e a Excelência da Virtude Moral, e o Apoio e Melhora que recebe da Religião Cristã", principalmente intencionado a mostrar que, enquanto o amor pela virtude por seu próprio bem é o princípio mais elevado da moral, recompensas religiosas e punições são mais valiosas e, em alguns casos, absolutamente indispensáveis, como sanções de conduta. Em 1727 foi feito um prebendário de Salisbury por seu amigo Hoadley. No mesmo ano, publicou a primeira parte de um tratado intitulado "A Fundação da Bondade Moral" e, no ano seguinte, uma segunda parte, "Ilustrando e aplicando os Princípios contidos no primeiro". O objetivo do trabalho é duplo — refutar a teoria de Francis Hutcheson com base na retidão e consagrar a teoria de Ralph Cudworth e Samuel Clarke de que a virtude está em conformidade com a razão — a atuação de acordo com as aptidões que surgem das relações eternas e imutáveis de agentes para objetos.
Em 1729 Balguy se tornou vigário de Northallerton, no condado de Iorque. Seu próximo trabalho foi um ensaio sobre a "Divina Retidão: ou uma Breve Informação sobre as Perfeições Morais da Divindade, particularmente em relação à Criação e à Providência". Uma tentativa de mostrar que o mesmo princípio moral que deve dirigir a vida humana pode ser percebido como subjacente às obras e caminhos de Deus: a bondade na Divindade não sendo uma mera disposição para a benevolência, mas um respeito a uma ordem, beleza e harmonia, que não são meramente relativos às nossas faculdades e capacidades, mas reais e absolutas. Reivindicando por sua própria causa a reverência de todos os seres inteligentes e apenas respondendo à perfeição das ideias divinas. Balguy escreveu vários outros tratados concisos e bem escritos da mesma natureza, que ele coletou e publicou em um único volume em 1734.

## Idade avançada
Em 1741 Balguy publicou um "Ensaio sobre Redenção", contendo visões algo avançadas. A redenção como ensinado nas Escrituras significa, segundo ele, "a salvação ou a libertação da humanidade do poder e da punição do pecado, pelos sofrimentos meritórios de Jesus Cristo", mas não implica a transferência da culpa, a substituição de pessoas ou a punição vicária. Liberado dessas ideias, que surgiram de interpretar literalmente expressões propriamente figurativas, a doutrina, ele argumenta, satisfaz as necessidades humanas profundas e urgentes e está em perfeita consistência e de acordo com a razão e a retidão. Sua última publicação foi um volume de sermões, permeado pelo bom senso e bom sentimento, e claro, natural e de estilo direto. Balguy morreu em Harrogate, no dia 21 de setembro de 1748. Um segundo volume de sermões foi publicado em 1750.